# Masaaki Mori
Masaaki Mori (Prefettura di Nagasaki, 12 luglio 1961) è un ex calciatore giapponese, di ruolo centrocampista.